# محافظة كوه كونغ
محافظة كوه كونغ (بالإنجليزية: Koh Kong Province)‏ هي محافظة في كمبوديا، تتبع كمبوديا، بلغ عدد سكانها 139٬722 نسمة، عاصمتها Khemarak Phoumin ‏، تبلغ مساحتها 11٬160٫0 كيلومتر مربع.

## الموقع
تشترك في الحدود مع:
- محافظة بورسات.

## التقسيمات الإدارية
- Botum Sakor District [الإنجليزية]‏
- Kiri Sakor District [الإنجليزية]‏
- Koh Kong District [الإنجليزية]‏
- Khemarak Phoumin Municipality [الإنجليزية]‏
- Mondol Seima District [الإنجليزية]‏
- Srae Ambel District [الإنجليزية]‏
- Thma Bang District [الإنجليزية]‏
- Kampong Seila District [الإنجليزية]‏.

## أعلام
- شينغ مينغ